# Beesoniidae

Beesoniidae (лат.) — семейство червецов подотряда Sternorrhyncha. 16 видов. Усики редуцированные, в них 5 и менее члеников. Виды Старого Света питаются на растениях из семейства Диптерокарповые (роды Shorea и Dipterocarpus) и на представителях семейства Буковые (на видах рода Дуб, Quercus). Все виды Нового Света обнаружены на листьях пальм.

## Распространение
Наибольшее число видов представлено в Южной Азии. Ориентальный регион (11 видов), Неотропика (4 вида), Австралия (1 вид — Beesonia ferrugineus), Палеарктика (1 вид — Beesonia napiformis). В Европу завезён 1 вид — Limacoccus brasiliensis (Италия).

## Систематика
16 видов, 6 родов. Семейство было выделено в 1950 году Г. Феррисом (Ferris, G. F. 1950).
- Род Beesonia Green, 1962[4] — 4 вида[5]
  - Beesonia dipterocarpi Green
  - Beesonia ferrugineus (Froggatt) — Австралия
  - Beesonia napiformis (Kuwana) — Китай, Непал, Южная Корея, Япония[6][7]
    - (syn.=Beesonia quercicola, Beesonia albohirta, Xylococcus napiformis)

  - Beesonia shoreae Takagi
- Род Danumococcus
  - Danumococcus parashoreae Takagi & Hodgson
- Род Echinogalla
  - Echinogalla pustulata Takagi[8]
- Род Gallacoccus — 5 видов
  - Gallacoccus anthonyae Beardsley
  - Gallacoccus heckrothi Takagi
  - Gallacoccus longisetosus Takagi
  - Gallacoccus secundus Beardsley
  - Gallacoccus spinigalla Takagi
- Род Limacoccus Bondar, 1929 — 4 вида[9]
  - Limacoccus brasiliensis (Hempel, 1934)
  - Limacoccus kosztarabi Foldi
  - Limacoccus serratus Bondar
  - Limacoccus venezuelana Foldi
- Род Mangatorea
  - Mangatorea hopeae Takagi — Индия[10]